# Express Utazási Iroda
Az Expressz Utazási Iroda (teljes nevén Express Ifjúsági és Diák Utazási Iroda) éveken át a KISZ idegenforgalmi vállalataként működött. Alapításakor az IBUSZ-on kívül az egyetlen idegenforgalmi vállalat volt Magyarországon.
Kezdetben elsősorban tanulmányi kirándulások szervezésével foglalkozott és az ifjabb korosztályok utaztatására koncentrált. Több szállodával rendelkezett. Az 1980-as évek elején már 20 megyei és 16 kiemelt kirendeltséggel, 10 000 férőhelyes belföldi szálláshely kapacitással működött.

## Székhelye
Budapest, V. Szabadság tér 16. (A Szabadság téri székházon az épület új tulajdonosa 2019 óta átalakítást végez.) 

## Története
A 3016/1957. (I. 15.) Korm. rendelettel hozták létre a Forradalmi Munkás-Paraszt Kormány mellett működő Express Ifjúsági Utazási és Szolgáltató Vállalatot. (Mivel az alapítás 1956 decemberére visszamenő hatállyal történt, számos forrás ezt a hónapot jelöli meg alapítási időként.) A vállalat első igazgatója (1960-ig) Gondos Antal volt. A „B” kategóriás állami vállalat felügyeletét a Minisztertanács Titkársága látta el. 1959. január 1-vel a KISZ KB felügyelete alá került. Ugyanebben az évben nevét Express Ifjúsági Szolgáltató Vállalatra változtatták. A vállalat 1960. október 15-től az Express Ifjúsági és Diák Utazási Iroda nevet viselte. Az 1960-as évek folyamán 1963-ig Szívós Gábor, majd 1964 és 1966 között Vörös Pál irányította.
Főként az ifjabb korosztályokra fókuszált. Idegenvezetőként munkaviszonyban álló dolgozóin kívül számos külsős munkatársat is foglalkoztatott, jelentős részben egyetemistákat, főiskolai hallgatókat. 
Az 1980-as évek elején már 20 megyei és 16 kiemelt kirendeltséggel, moszkvai és berlini képviselettel, 10 000 férőhelyes belföldi szálláshely kapacitással rendelkezett. A vállalatnak 40 db-os autóbuszparkja volt. Munkatársainak száma 350-400 fő körül mozgott. Az igazgató 1966 és 1986 között Völgyi István volt, akit dr. Tarcsi Gyula követett.  
1986-ban az Express belföldi utasainak száma meghaladta az egymillió főt. Ugyanakkor 110 ezren utaztak külföldre és a vállalat 115 ezer fő külföldi turistát fogadott.
A rendszerváltást követően a vállalat 1992. július 2-tól Express Utazási és Szálloda Részvénytársaság néven működött. Miután 2002-re a teljes vagyont felélték, ingatlanait értékesítették, üdülőtelepekkel, irodákkal együtt. 2006-ban felszámolási eljárás indult az RT-vel szemben. A cég utaztatási tevékenységét 2007 decemberében fejezte be. 

## Az egykori állami vállalat ingatlanvagyona
- A Hotel Ifjúság 1964-ben nyílt meg Budapest II. kerületében Zivatar u. 1-3. alatt, a KISZ szállodájaként. Az épületet Csángó András tervezte. A kétcsillagos szállodában 100 szoba, 250 férőhelyes étterem, 150 férőhelyes eszpresszó, valamint két különterem volt. 1988-ban önálló vállalattá alakult. 1989-ben felügyeleti szerve a DEMISZ lett. [6]
- 1978-ban készült el a három csillagos, 320 szobás Balatonföldvári Hotel Fesztival (2+1 ágyas, erkélyes, fürdőszobás szobákkal), majd a 100 szobás Hotel Juventus.
- 1980-ban fejezték be a Velencei Ifjúsági Üdülőközpont (250 férőhelyes motelszobákkal)
- Kőszegi Park Hotel (egy csillagos, 1980)
- Verőcemarosi Touring Hotel (egy csillagos, 1980)
- Kiliántelep (az NDK-s partnerirodával közös beruházás) [7]